# Solanum benadirense
Solanum benadirense är en potatisväxtart som beskrevs av Emilio Chiovenda. Solanum benadirense ingår i släktet skattor som ingår i familjen potatisväxter. Inga underarter finns listade i Catalogue of Life.